# Stéphane Pignol
Stéphane Jean François Pignol (Aubagne, 3 gennaio 1977) è un ex calciatore francese, di ruolo difensore.

## Carriera
Pignol ha iniziato la sua carriera professionistica in Spagna nel 1996 con il SD Compostela, club galiziano con cui ha debuttato in La Liga nella stagione 1997-98, collezionando tre presenze nella massima serie. Durante la stagione 1998-99 è stato ceduto in prestito al Pontevedra CF, dove ha disputato 29 partite segnando 2 gol. Rientrato al Compostela, ha continuato a giocare fino al 2003, totalizzando 101 presenze e una rete, vivendo anche il periodo di retrocessione del club in Segunda División B per motivi finanziari.
Nel 2003 si è trasferito all'UD Almería, dove ha giocato una stagione con 29 presenze e un gol. Successivamente, nel 2004, ha firmato con il CD Numancia, disputando 33 partite in La Liga nella stagione 2004-05, che si è conclusa con la retrocessione del club.
Dal 2005 al 2008 ha vestito la maglia del Real Murcia, contribuendo alla promozione in La Liga nella stagione 2006-07. Dopo la retrocessione del Murcia nel 2008, si è unito al Real Zaragoza, con cui ha ottenuto un'altra promozione in Primera División nella stagione 2008-09, giocando 26 partite.
Nel 2009 è passato al UD Las Palmas, dove ha militato fino al 2013. Con il club delle Canarie ha disputato 125 partite, segnando 2 gol, e si è ritirato dal calcio professionistico al termine della stagione 2012-13, dopo aver aiutato la squadra a raggiungere il sesto posto in Segunda División. In totale, Pignol ha collezionato 431 presenze e 6 gol nelle competizioni ufficiali, diventando uno dei calciatori francesi con il maggior numero di presenze nel calcio spagnolo, con 311 partite disputate in Segunda División. 

## Caratteristiche tecniche
Pignol era un difensore centrale di piede destro, alto 1,83 m, noto per la sua affidabilità e costanza in campo. Nonostante il ruolo difensivo, ha mantenuto un comportamento corretto in campo, con un numero relativamente contenuto di ammonizioni e nessuna espulsione registrata in quella stagione.